# Breithammer

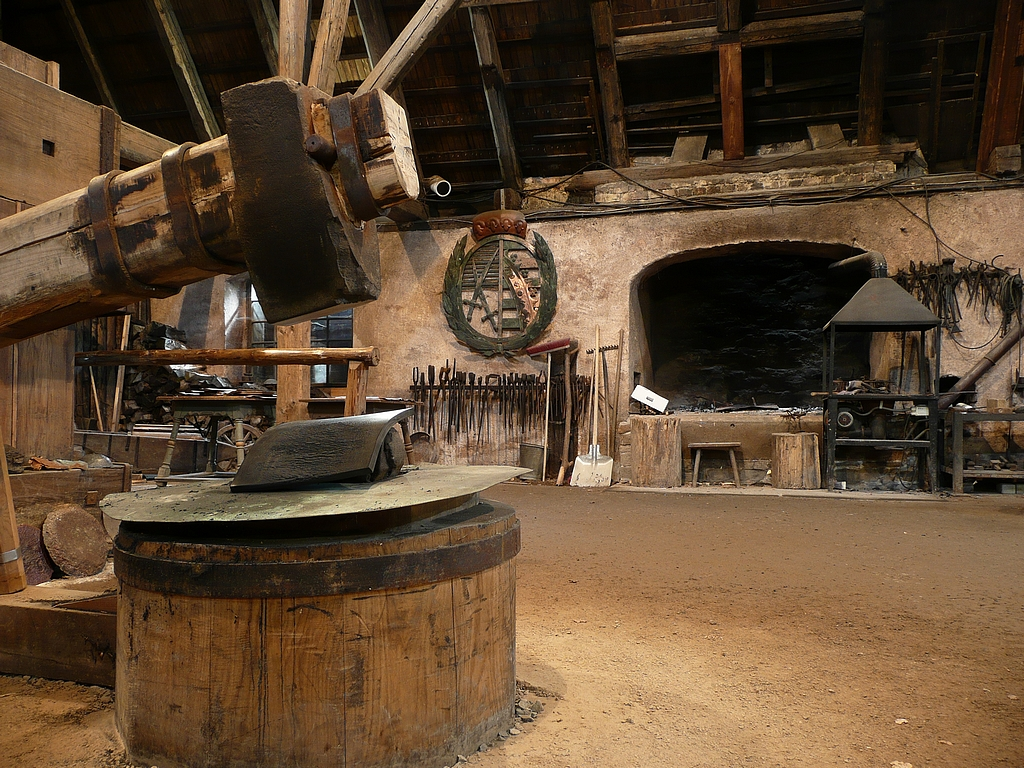
Breithammer

Ein Breithammer war seit dem Spätmittelalter bis in die Zeit des Ersten Weltkriegs ein mit Wasserkraft betriebenes Hammerwerk, in dem Kupfer- oder Eisenbarren zu flachen Werkstücken und Blechen geplättet wurden. Breithämmer wurden insbesondere in der Sensenherstellung eingesetzt.
Besonders verbreitet waren Breithämmer im Wupperviereck, dem Enneperaum, dem Siegerland und dem nordwestlichen Sauerland.